# La bella de Cádiz
La Bella de Cádiz  es una coproducción de 1953 entre Francia y España. Es una comedia musical dirigida por Raymond Bernard y Eusebio Fernández Ardavín y protagonizada por Luis Mariano, Carmen Sevilla y Jean Tissier. Está basada en la opereta del mismo título, de Francis Lopez.
Los decorados de la película estuvieron diseñados por el director de arte Léon Barsacq.

## Reparto
- Luis Mariano es Carlos
- Carmen Sevilla es Maria-Luisa
- Jean Tissier es Auguste Legrand
- Claude Nicot es Robert
- Claire Maurier es Alexandrine Dupont
- Thérèse Dorny es Blanche
- J.Un. Pierjac es Manillon
- Léonce Corne es photographe
- José Torres es Raphael
- André Wasley
- Pierre Flourens
- Yvonne Claudie
- Conchita Bautista
- Fernando Sancho
- Rafael Arcos
- Rosario Royo
- Christine Bailli
- Chantal Retz
- Joëlle Robin
- Michèle Nancey
- Janine Zorelli